# Maria Elena Kyriakou

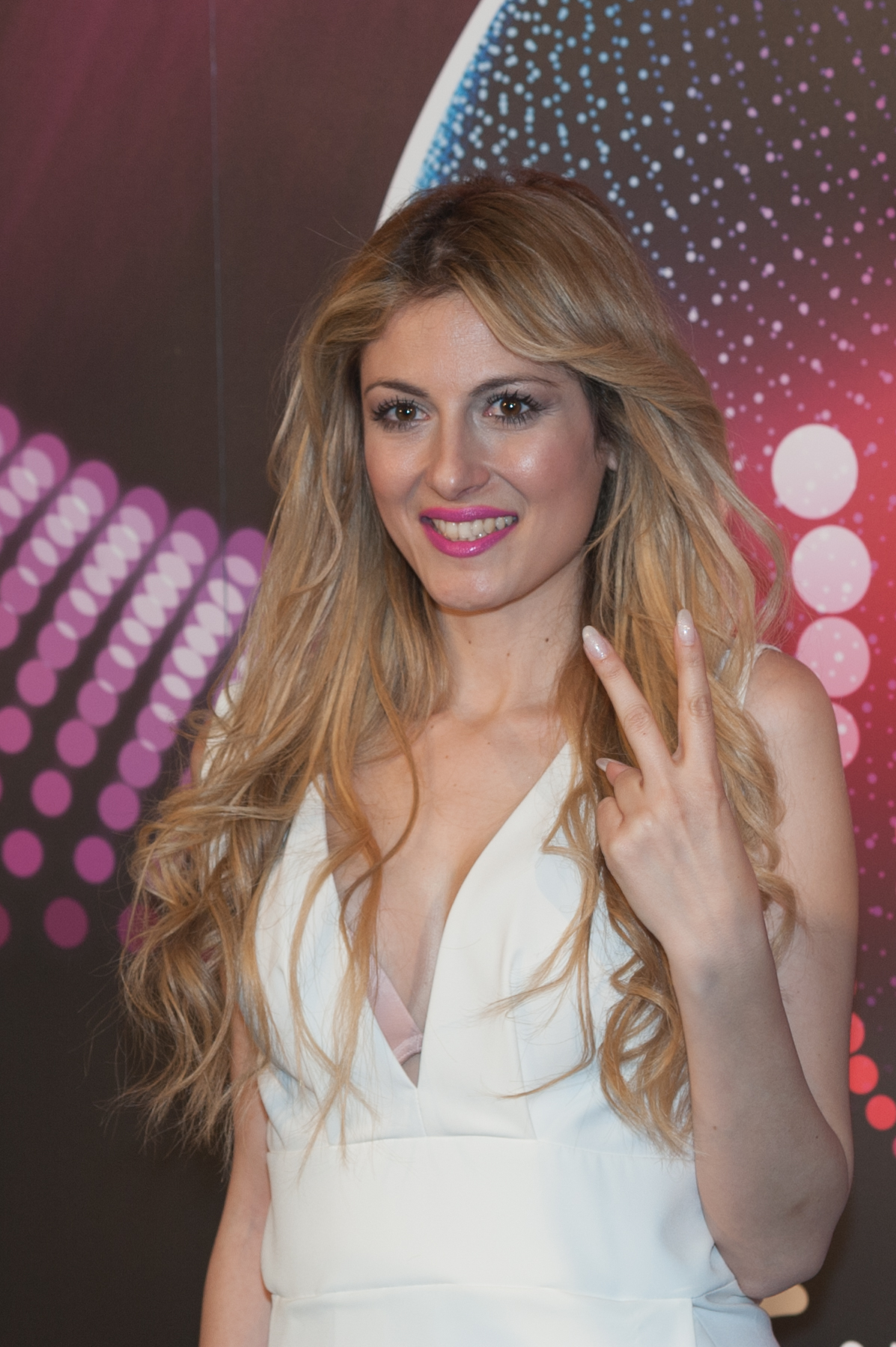
Maria Elena Kyriakou (2015)

Maria Elena Kyriakou (griechisch Μαρία Έλενα Κυριάκου; * 11. Januar 1984 in Larnaka auf Zypern) ist eine griechisch-zypriotische Sängerin. Sie gewann die erste Staffel von The Voice of Greece und vertrat Griechenland beim Eurovision Song Contest 2015.

## Biografie
Maria Elena Kyriakou wurde am 11. Januar 1984 in Larnaka, Zypern geboren. Als sie 13 Jahre alt war, meldete ihre Mutter sie an einem Konservatorium an. Einige Jahre später studierte sie an der Universität von Ioannina. Nach zwei Jahren ging sie zurück in ihr Heimatland und studierte dort an der Universität Zypern.

## Karriere
2014 gewann sie im Team von Despina Vandi die erste Staffel von The Voice of Greece mit ihrem Song Dio Egoismoi.
2015 gewann sie den griechischen Vorentscheid zum Eurovision Song Contest 2015, EuroSong 2015 - a NERIT and MAD Show, und nahm somit für dieses Land am Wettbewerb in Wien, Österreich teil. Sie erreichte das Finale, wo sie auf Platz 19 landete.

## Persönliches
Maria Elena Kyriakou hat zwei Geschwister. 2006 heiratete sie den zyprischen Sportjournalisten Gregoris Gregoriou, mit dem sie drei Kinder hat. Kyriakou und Gregoriou trennten sich 2011.

## Diskografie

### Alben
- Dio Ageloi Sti Gi

### Singles
- 2014: Dio Egoismoi
- 2015: One Last Breath